# Attrezzatura di supporto a terra

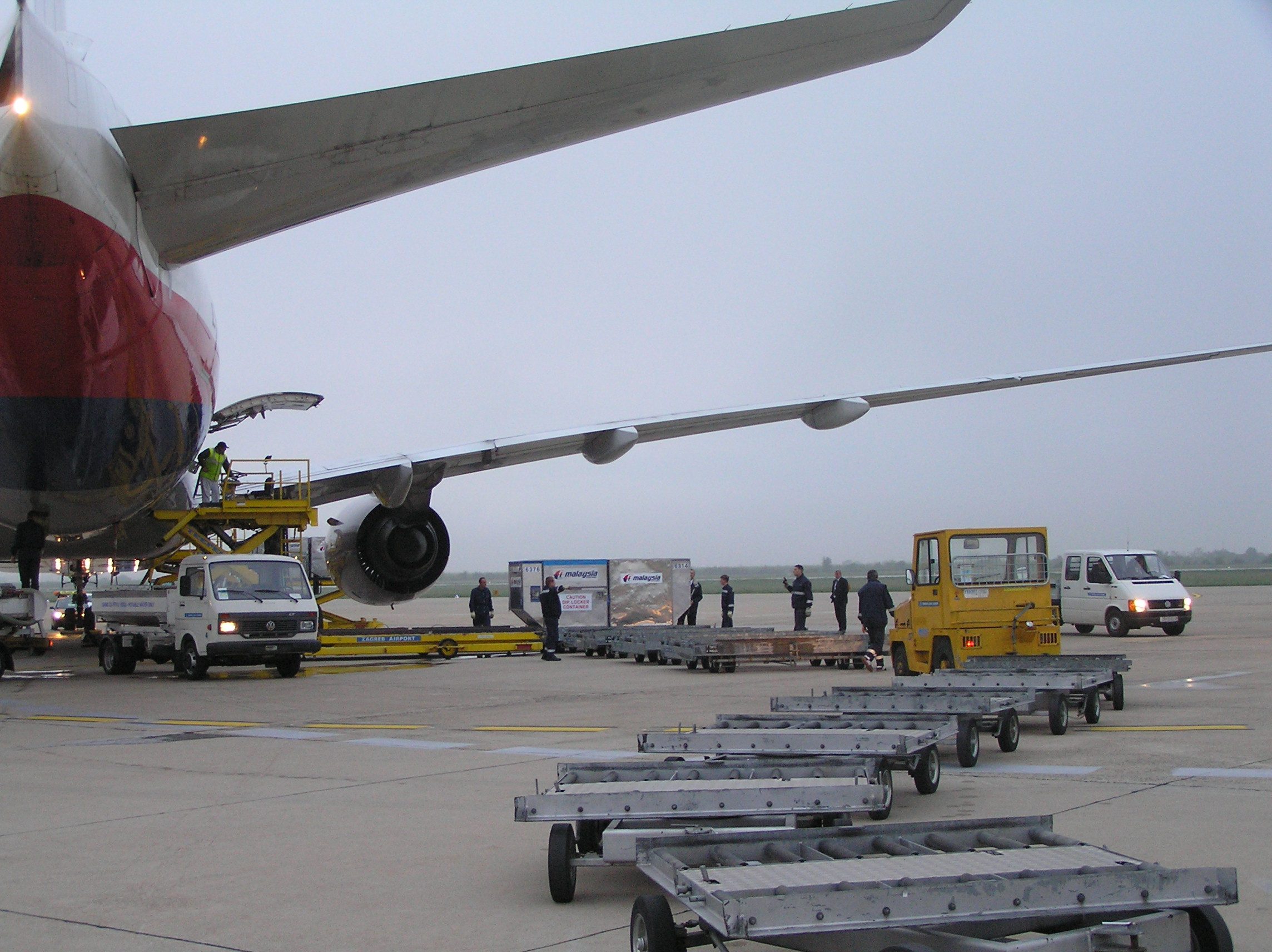
Carrelli aeroportuali per la movimentazione delle merci e loro trasbordo sulla piattaforma di carico

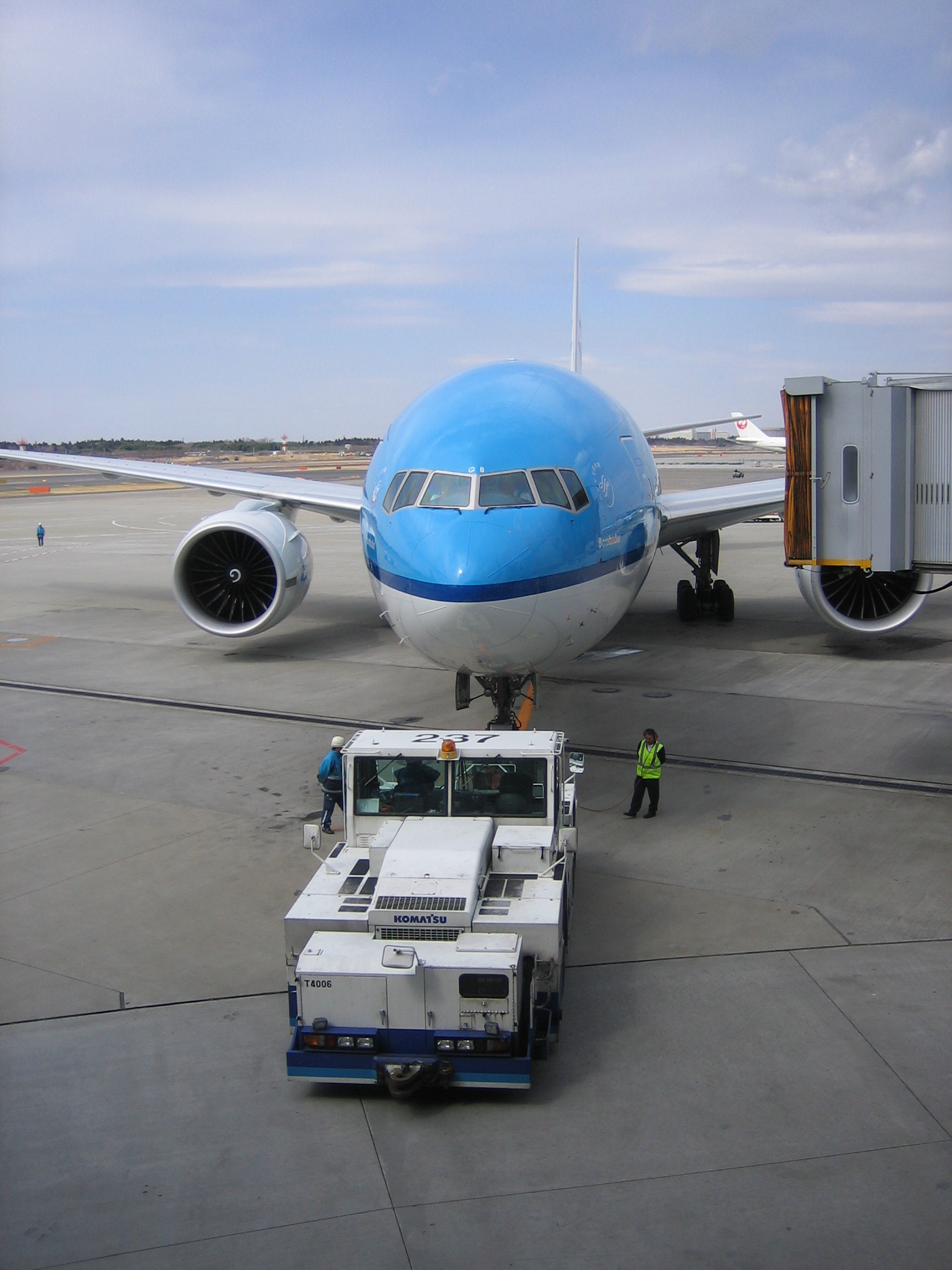
Spingitore con Boeing 777 KLM a rimorchio

L'attrezzatura di supporto a terra per aeromobili (in inglese: ground support equipment – GSE) comprende tutti quei mezzi solitamente presenti sul piazzale di un aeroporto, ossia l'area di servizio vicino all'aerostazione. Come suggerisce il nome, esse sono generalmente necessarie per le operazioni di rifornimento a terra, la movimentazione degli aeromobili, per le operazioni di carico di merci e imbarco dei passeggeri sugli aerei mentre sono a terra tra un volo e l'altro.